# Aloxana
A Aloxana é um análogo tóxico da glicose, que quando administrada em roedores e vários animais de outras espécies causa sinais típicos da Diabetes Mellitus Tipo 1 em humanos. Ela provoca a chamada Diabetes Aloxônica, citada em inúmeros artigos científicos. Esses efeitos são causados pelo fato da aloxana ser seletivamente tóxica às células beta no pâncreas, que são produtoras de insulina, matando-as. Há um estudo que demonstra que a aloxana não é tóxica para as células beta do pâncreas humanos, sendo tóxica em altas doses para o fígado e os rins.

## Síntese
A síntese da aloxana pode ser realizada em uma reação de oxidação do ácido barbitúrico à 50°C pelo trióxido de cromo com adição de ácido acético, como elucidado no livro Organic Sintesys.